# Xylothrips cathaicus
Xylothrips cathaicus är en skalbaggsart som beskrevs av Reichardt 1966. Xylothrips cathaicus ingår i släktet Xylothrips och familjen kapuschongbaggar. Inga underarter finns listade i Catalogue of Life.